# NGC 5438
NGC 5438 (również NGC 5446 lub PGC 50112) – galaktyka eliptyczna (E-S0), znajdująca się w gwiazdozbiorze Wolarza.
Odkrył ją William Herschel 19 marca 1784 roku, jednak niedokładnie określił jej pozycję. Niezależnie odkrył ją Wilhelm Tempel 28 czerwca 1883 roku. John Dreyer w swoim New General Catalogue skatalogował obserwację Herschela jako NGC 5446, a Templa jako NGC 5438.
W bazie SIMBAD pod numerem NGC 5446 skatalogowano galaktykę spiralną PGC 50239.